# Torneo WTA de Stuttgart 2017
El Porsche Tennis Grand Prix de 2017 fue un torneo de tenis jugado en canchas de arcilla bajo techo. Se trató de la 40.ª edición del Porsche Tennis Grand Prix, y es parte de los torneos WTA Premier de 2017. Tuvo lugar en el Porsche Arena de Stuttgart , Alemania, del 24 al 30 de abril de 2017.

## Cabezas de serie

### Individual
| Tenista             | Ranking | Preclasificada |
| Angelique Kerber    | 1       | 1              |
| Karolína Plíšková   | 3       | 2              |
| Dominika Cibulková  | 4       | 3              |
| Simona Halep        | 5       | 4              |
| Garbiñe Muguruza    | 6       | 5              |
| Johanna Konta       | 7       | 6              |
| Agnieszka Radwańska | 8       | 7              |
| Svetlana Kuznetsova | 9       | 8              |

- Ranking del 17 de abril de 2017.

### Dobles
| Tenista                            | Ranking | Preclasificada |
| Abigail Spears Katarina Srebotnik  | 42      | 1              |
| Andreja Klepač María José Martínez | 60      | 2              |
| Raquel Atawo Jeļena Ostapenko      | 69      | 3              |
| Anna-Lena Grönefeld Květa Peschke  | 69      | 4              |

## Campeonas

### Individuales femeninos
Laura Siegemund venció a  Kristina Mladenovic por 6-1, 2-6, 7-6(5) 

### Dobles femenino
Raquel Atawo /  Jeļena Ostapenko vencieron a  Abigail Spears /  Katarina Srebotnik por 6-4, 6-4